# Szerhij Nazarovics Bubka
Szerhij Nazarovics Bubka (ukránul: Сергій Назарович Бубка, oroszul: Сергей Назарович Бубка [Szergej Nazarovics Bubka]; Luhanszk, Ukrán SZSZK, 1963. december 4. –) ukrán rúdugró, sportvezető. 1991-ig a Szovjetunió, majd utána Ukrajna színeiben vett részt különböző világversenyeken, melyek során összesen egy olimpiai és hat világbajnoki aranyérmet szerzett.
Pályafutása során harmincötször állított fel új világrekordot, tizenhétszer szabadtéren, míg tizennyolcszor fedett pályán. Ő volt az első, aki átugrotta a hat méteres magasságot, és 2009 márciusáig az egyetlen, aki teljesítette a hat méter tíz centis szintet.
Szabadtéri világrekordját, melyet 1994. július 31-én, az olaszországi Sestriereben ért el 614 centiméterrel, 26 évvel később Duplantis döntötte meg 6,15 m-es ugrásával. Fedett pályás legjobbját, 615 centimétert 1993. február 21-én ugrotta Doneckben, mely közel 21 évig fedett pályás világrekord volt.

## Pályafutása
Az ukrajnai Luhanszkban született. Édesapja katona, édesanyja pedig orvosi segéd volt. Bátyja, Vasziliј Bubka szintén sikeres rúdugró. Szerhij tizenegy évesen kezdett rúdugrással foglalkozni, majd tizenöt évesen edzőjével, Vitalij Petrovval Doneckbe költözött az ottani kedvezőbb felkészülési lehetőségek miatt.
1981-ben részt vett a junior Európa-bajnokságon, ahol a hetedik helyen végzett. Az 1983-as helsinki világbajnokságon a még mindössze tizenkilenc éves Szerhij aranyérmes lett, miután öt méter hetven centimétert ugrott a szám döntőjében. A következő évben megugrotta első világrekordját, Pozsonyban 5,85-ös ugrásával a francia Thierry Vigneron csúcsát adta át a múltnak. 1984-ben még további három alkalommal döntött rekordot, majd 1985. július 13-án, Párizsban elsőként ugrotta át a hatméteres magasságot. A következő tíz évben komoly ellenfelek nélkül versenyzett, és apránként javítgatta rekordját. Végül 1994. július 31-én, 6,14-dal megugrotta a 2014-ig érvényben lévő világrekordot. 2001-ben vonult vissza az aktív sporttól.

### Világbajnokság
Bubka 1983 és 1997 között hat alkalommal nyert világbajnokságot:
| Torna                            | Helyszín  | Eredmény | Magasság |
| -------------------------------- | --------- | -------- | -------- |
| 1983-as atlétikai világbajnokság | Helsinki  | 1.       | 5,70     |
| 1987-es atlétikai világbajnokság | Róma      | 1.       | 5,85     |
| 1991-es atlétikai világbajnokság | Tokió     | 1.       | 5,95     |
| 1993-as atlétikai világbajnokság | Stuttgart | 1.       | 6,00     |
| 1995-ös atlétikai világbajnokság | Göteborg  | 1.       | 5,92     |
| 1997-es atlétikai világbajnokság | Athén     | 1.       | 6,01     |

### Olimpiai játékok
A rúdugrásban elért abszolút dominanciáját tekintve nem volt szerencsés az olimpiai játékokkal kapcsolatban. Az 1984-es Los Angeles-i olimpián a szocialista tömbbe tartozó országok nem vettek részt. Bubka jó eséllyel pályázhatott volna a győzelemre ezen az olimpián, hiszen két hónappal a játékok előtt tizenkét centiméterrel ugrott nagyobbat mint a Los Angelesben aranyérmes Pierre Quinon. 1988-ban Szöulban megnyerte a számot és megszerezte első és egyetlen olimpiai érmét. A barcelonai olimpián három rontott ugrás után kiesett a döntőből. 1996-ban sérülés miatt lépett vissza, 2000-ben pedig nem jutott túl a selejtezőn.

### Világrekordjai
Karrierje során összesen harmincöt alkalommal állított fel új világcsúcsot. Ebből tizenhetet szabadtéren, tizennyolcat pedig fedett pályán. E tekintetben abszolút dominálja a rúdugrás történelmét.
| Magasság (m) | dátum                | Város     |
| ------------ | -------------------- | --------- |
| 6.14         | 1994. július 31.     | Sestriere |
| 6.13         | 1992. szeptember 19. | Tokió     |
| 6.12         | 1992. augusztus 30.  | Padova    |
| 6.11         | 1992. június 13.     | Dijon     |
| 6.10         | 1991. augusztus 5.   | Malmö     |
| 6.09         | 1991. július 8.      | Formia    |
| 6.08         | 1991. június 9.      | Moszkva   |
| 6.07         | 1991. május 6.       | Sizuoka   |
| 6.06         | 1988. július 10.     | Nizza     |
| 6.05         | 1988. június 9.      | Pozsony   |
| 6.03         | 1987. június 23.     | Prága     |
| 6.01         | 1986. június 8.      | Moszkva   |
| 6.00         | 1985. június 13.     | Párizs    |
| 5.94         | 1984. augusztus 31.  | Róma      |
| 5.90         | 1984. július 13.     | London    |
| 5.88         | 1984. június 2.      | Párizs    |
| 5.85         | 1984. május 26.      | Pozsony   |

| Magasság (m) | dátum             | Város         |
| ------------ | ----------------- | ------------- |
| 6.15         | 1993. február 21. | Doneck        |
| 6.14         | 1993. február 13. | Liévin        |
| 6.13         | 1992. február 22. | Berlin        |
| 6.12         | 1991. február 23. | Grenoble      |
| 6.11         | 1991. március 19. | Doneck        |
| 6.10         | 1991. március 15. | San Sebastián |
| 6.08         | 1991. február 9.  | Volgográd     |
| 6.05         | 1990. március 17. | Doneck        |
| 6.03         | 1989. február 11. | Oszaka        |
| 5.97         | 1987. március 17. | Torino        |
| 5.96         | 1987. január 15.  | Oszaka        |
| 5.95         | 1986. február 28. | New York      |
| 5.94         | 1986. február 21. | Inglewood     |
| 5.92         | 1986. február 8.  | Moszkva       |
| 5.87         | 1986. január 15.  | Oszaka        |
| 5.83         | 1984. február 10. | Inglewood     |
| 5.82         | 1984. február 1.  | Milánó        |
| 5.81         | 1984. január 15.  | Vilnius       |

## Sporttisztviselőként
Ukrajna olimpiai bizottságának elnöke, a Nemzetközi Atlétikai Szövetség (IAAF) alelnöke.
2013-ban indult a Nemzetközi Olimpiai Bizottság elnöki posztjáért, de nem választották meg.
2015-ben indult a Nemzetközi Atlétikai Szövetség elnökválasztásán, de Sebastian Coe-val szemben 92:115 arányban alulmaradt.